# ماتيوز كامينسكي
ماتيوز كامينسكي (بالبولندية: Mateusz Kamiński)‏ هو راكب الكنو بولندي، ولد في 3 مايو 1991 في أولشتين في بولندا.

## وصلات خارجية
- ماتيوز كامينسكي على موقع الاتحاد الدولي للكانو (الإنجليزية)
- ماتيوز كامينسكي على موقع اللجنة الأولمبية الدولية (الإنجليزية)
- ماتيوز كامينسكي على موقع أوليمبيديا (الإنجليزية)
- ماتيوز كامينسكي على موقع اللجنة الأولمبية البولندية (مؤرشف) (البولندية)